# Gabriele Coltri
Gabriele Coltri (...) è un musicista e compositore italiano.

## Biografia
Negli anni '70 già si interessa di musica folk, ma i primi studi con un aerofono a sacco avvengono quando la pro loco del suo paese acquista una zampogna molisana.
Successivamente si interessa di altre tipologie di cornamuse come il biniou, la cornamusa scozzese, la cabrette e infine la musette, suo strumento principale. Dagli anni '80 partecipa con varie formazioni per il balfolk tra cui: Black Velvet Band; Duo Coltri-Grollier; Trio Blanc-Chantran-Coltri; Trio Coltri-Mauri-Novara; Trio Caglioti-Carlotti-Coltri; Trio Coltri-Menduto-Morelli. Dal 1987 ha suonato e inciso con il gruppo folk veneto Calicanto fino al 2011, nel 1992 fonda il progetto "Picotage", sette anni dopo entra a far parte dell'associazione francese "Atelier de la Danse Populaire".
Nel 2012 fonda la Piccola Banda di  Cornamuse.

## Discografia

### Calicanto
- Caliballo (1989)
- La ballata di Fri e Tata (1990)
- Carta del Navegar Pitoresco (1993)
- Venexia (1997)
- Murrine (1999)
- Sporco Mondo (2003)
- Labirintomare (2001)
- Isole Senza Mar (2005)
- 25 anni Calicanto (2006)
- Mosaico (2011)

#### Marusic Is Trio
- Istrophonia (2002)

#### Mireille Ben Ensemble
- Miniatures (2006)

#### Trio Coltri Morelli Menduto
- El petun del diàul (2008)

#### Picotage
- Je N'irai Plus Aux Champs (2009)
- Noël nouveau est venu (2010)

##### Piccola Banda di Cornamuse
- Siamo qui a cantar la Stéla (2017)